# Trochosa robusta
Trochosa robusta este o specie de păianjeni din genul Trochosa, familia Lycosidae. A fost descrisă pentru prima dată de Simon, 1876. Conform Catalogue of Life specia Trochosa robusta nu are subspecii cunoscute.